# When I’m Sixty-Four
A  When I’m Sixty-Four a kilencedik dal a The Beatles 1967-ben megjelent Sgt. Pepper’s Lonely Hearts Club Band című albumáról. A dal szerzői John Lennon és Paul McCartney voltak. McCartney a dalt tizennégy éves korában, 1956 tavaszán írta.
A dalt egy fiatalember énekli szerelmének, akinek arról énekel, hogy milyen tervei lesznek, amikor hatvannégy éves lesz. Mark Lewisohn, a Beatles történésze szerint ez volt McCartney második szerzeménye, a Call It Suicide után és az I Lost My Little Girl előtt.

## Közreműködött
- Paul McCartney – ének, háttérvokál, zongora, basszusgitár
- John Lennon – háttérvokál, gitár
- George Harrison – háttérvokál
- Ringo Starr – dob, harangjáték
- Robert Burns – klarinét
- Henry MacKenzie – klarinét
- Frank Reidy – basszusklainét